# Завтра.UA

Емблема програми

Завтра. UA — започаткована Фондом Віктора Пінчука стипендіальна програма, перша в Україні приватна загальнонаціональна ініціатива з підтримки талановитої молоді.
Організатори програми мали на меті сприяти формуванню та зміцненню нового покоління інтелектуальної та ділової еліти країни. «Завтра. UA» націлена на те, щоб талановита молодь знайшла гідне місце у різних сферах науки, економіки та суспільного життя країни.

## Програми 2006—2010
Програма являє собою конкурс наукових робіт, особистих анкет і творчих есе, а також включає етап психологічних тренінгів, спрямованих на виявлення лідерського потенціалу та вміння працювати в команді.
Експертами конкурсу виступають спеціалісти з різних галузей, а партнерами — ВНЗ: 2006 — 14, 2007 — 32, 2008/2009 — 54, 2009/2010 — 60.
Протягом 2006-2010 рр. організаторами було проведено чотири конкурси. Кількість учасників зростає з кожним роком: 2006 — 466 учасників, 2007 — 1071, 2008/2009 — 1445, 2009/2010 — 1537. Загальна кількість стипендіатів на травень 2010 р. становить 1153 чоловік: 2006 — 201, 2007 — 316, 2008/2009 — 318, 2009/2010 — 318 переможець.

## Перемога в Конкурсі
Перемога у стипендіальній програмі забезпечує не лише грошову підтримку студентів провідних вищих навчальних закладів України протягом року, а й також надає інші можливості для участі в соціальних проектах і професійного розвитку.